# Distretto di Puławy
Il distretto di Puławy (in polacco powiat puławski) è un distretto polacco appartenente al voivodato di Lublino.

## Geografia antropica

### Suddivisioni amministrative
Il distretto comprende 11 comuni.
- Comuni urbani: Puławy
- Comuni urbano-rurali: Kazimierz Dolny, Nałęczów
- Comuni rurali: Baranów, Janowiec, Końskowola, Kurów, Markuszów, Puławy, Wąwolnica, Żyrzyn